# Serbisk-ortodoxa kyrkan
Serbisk-ortodoxa kyrkan (serbisk kyrilliska: Српска православна црква; latinska: Srpska pravoslavna crkva; kyrkslaviska: Се́рбскаѧ правосла́внаѧ цр҃ковь), förkortat SOK (СПЦ/SPC), är en autokefal östortodox kristen kyrka som är Serbiens nationella kyrka.
Serbisk-ortodoxa kyrkan är en av de slaviska ortodoxa kyrkorna och har omkring 8 miljoner anhängare.

## Historik

### Tidig serbisk-ortodox kristendom

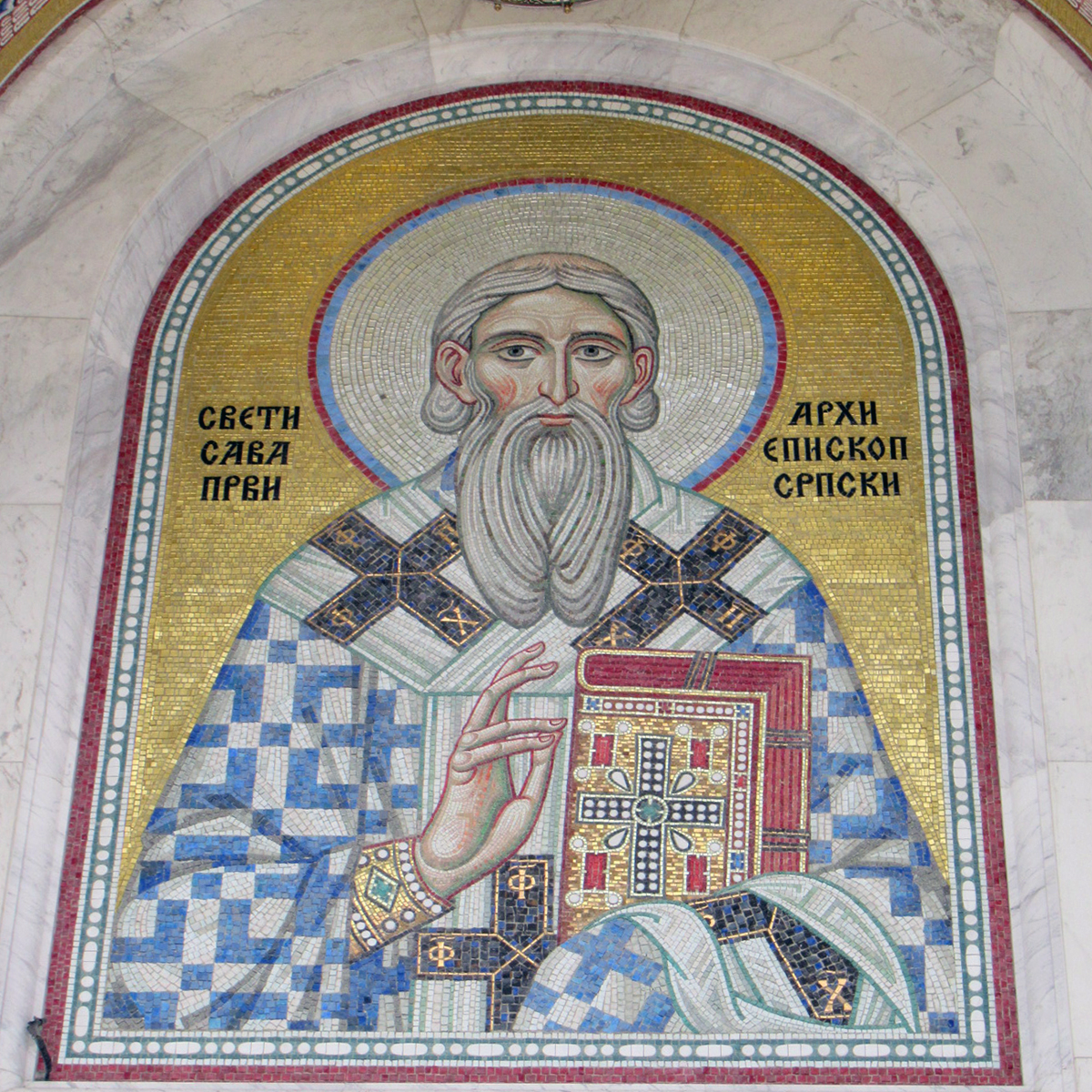
Sankt Sava grundade SOK och är ett helgon.

Serberna antog kristendomen runt 700-talet, men under den tiden fanns det ingen egen kyrka, vilket innebar att de tillhörde Ohrids ärkebiskopsdöme.
När Rastko Nemanjić, eller mer känd som Sankt Sava, blev ärkebiskop år 1219 av den dåvarande patriarken av Konstantinopel blev kyrkan autokefal. Därför räknas 1219 som kyrkans grundande.
När Serbiska tsardömet skapades år 1346 blev det ett patriarkat i samband med ett kyrkomöte i Skopje i nuvarande Nordmakedonien. Ärkebiskopen Joanikije II blev upphöjd till patriark, vilket bevistades av bulgarisk-ortodoxa kyrkans patriark, ärkebiskopen av Ohrid, serbiska biskopar och munkar från berget Athos i Grekland.
I samband med det reagerade patriarken av Konstantinopel år 1350 med att utesluta och fördöma den kejsaren, patriarken och folket. Som en följd av detta uppstod en schism som varade fram till 1375.
Centrumet för kyrkan låg nu i Peć i nuvarande Kosovo, och därför kallades det för Patriarkatet i Peć eller Pećs patriarkat.

### Osmanska riket
Den serbisk-ortodoxa kyrkans största blomstring inträffade under perioden före turkarnas erövring. I och med den slutliga turkiska erövringen 1459 blev större delen av de serbiska landområdena en del av Osmanska riket.
Efter patriark Arsenije II:s död 1463 valdes ingen efterträdare. Patriarkatet avskaffades därmed de facto och hamnade under Konstantinopels ekumeniska patriarkats jurisdiktion. Den turkiske sultanen, Süleyman I, återupprättade det serbiska patriarkatet 1557.
På grund av att SOK deltog i flera uppror mot turkarna avskaffade turkarna patriarkatet återigen 1766. Än en gång kom kyrkan under Konstantinopels ekumeniska patriarkat. Men detta var också en period då många kristna konverterade till islam för att undvika stränga skatter som infördes av turkarna som hämnd för uppror och fortsatt motstånd.
Många serber med sina hierarker emigrerade till södra Ungern där kyrkan fick självstyre. Ärkebiskoparnas säte flyttades från Peja, Kosovo till Sremski Karlovci, Serbien.

### Efter Osmanska riket
Den serbisk-ortodoxa kyrkan fick slutligen sin självständighet och blev autokefal 1879, året efter att Serbien erkänts som en självständig stat av stormakterna under den tiden.

### Efter första världskriget
Efter första världskriget förenades alla serber under en kyrklig myndighet, patriarkatet återupprättades 1920 och den fullständiga patriarkaliska titeln blev "Ärkebiskop av Peć, metropolit av Belgrad och Karlovci och serbisk patriark".

### Andra världskriget
Under andra världskriget genomgick SOK svåra prövningar då många biskopar, präster och cirka 1,7 miljoner östortodoxa kristna dödades av bland annat tyska och kroatiska styrkor (se Ustaša). Hundratals kyrkor förstördes också.

### Kommunismen
Under kommunismen genomgick serbisk-ortodoxa kyrkan nya prövningar. Religiös undervisning i skolorna förbjöds, kyrkans egendom konfiskerades och kyrkans inflytande i samhället minskade.

### Jugoslaviska krigen
Under de jugoslaviska krigen dog ungefär 10 000 serbisk-ortodoxa kristna och över en miljon blev tvungna att fly. Över 700 kyrkor och viktiga platser förstördes eller skadades.
Efter Natos flygbombningar av Jugoslavien 1999 tvingades ännu fler människor på flykt från Kosovo, där kyrkan har sina rötter.
Från 1999 till 2005 tvingades ungefär 250 000 personer från sina hem och några tusen blev dödade eller tagna som gisslan. Runt 150 kyrkor, kloster och andra platser förstördes.

## Utbredning

Franskspråkig karta över SOK:s stift i länderna som tillhörde SFR Jugoslavien (juli 2022).

### Europa

#### Balkan
Serbisk-ortodoxa kyrkan är uppdelad i metropolitdömen och stift. Kyrkan är främst representerad i Serbien, Montenegro, nord-östra Bosnien och Hercegovina (Serbiska republiken) och övriga delar av forna SFR Jugoslavien.
Efter Nordmakedoniens självständighet uppstod en konflikt mellan den Serbisk-ortodoxa kyrkan och den Makedoniska ortodoxa kyrkan som ledde till att patriarken tillsatte en ärkebiskop i landet, med säte i staden Ohrid. 
Genom serbiska emigranter har kyrkan också spridits över stora delar av världen.

#### Skandinavien
SOK är en av de största ortodoxa kyrkorna i Sverige och har totalt 8 församlingar. Stockholm är huvudsätet för biskopen över stiftet som består av Skandinavien. Fram tills maj 2024 bestod stiftet även av Storbritannien, som då kallades för Serbisk-ortodoxa stiftet i Storbritannien och Skandinavien men som delades till två stift (Serbisk-ortodoxa stiftet i Skandinavien och Serbisk-ortodoxa stiftet i Storbritannien och Irland).

Under slutet av 1960-talet kom stora grupper av serber till Sverige som arbetskraftsinvandrare. Den första serbisk-ortodoxa församlingen i Sverige, Helige Nikolaos, grundades i Västerås 1971.

### USA och Kanada
De första serbisk-ortodoxa kristna invandrade till USA i slutet av 1700-talet, men den första stora vågen kom under 1800-talets sista fjärdedel och 1900-talets första fjärdedel. Många flydde på grund av religiös och/eller etnisk förföljelse i Österrike-Ungern och Osmanska riket. Andra flyttade dit på grund av ekonomi.
Den första serbisk-ortodoxa församlingen grundades i orten Jackson i Kalifornien, där Sankt Savas kyrka byggdes 1894. Denna kyrka står fortfarande (2019) kvar och är också den äldsta kyrkan i USA tillhörande SOK. Strax därefter grundades andra församlingar på platser som Galveston, Texas, Pennsylvania, Ohio, Michigan, Illinois, Indiana, Minnesota och Montana.
Strax före andra världskrigets utbrott 1939 hade en församling utnämnt biskop Dionisije Milivojevic till ledare för stiftet i USA och Kanada. I slutet av kriget anlände en stor våg av flyktingar, däribland många präster.
Under 1990-talet ökade invandringen igen på grund av de jugoslaviska krigen.
Idag (2019) finns det över 120 församlingar, 11 kloster, tre stift och en teologisk skola i USA. Många av dessa kyrkor är byggda i serbisk-bysantinsk stil. Några byggnader är även kopior från andra äldre byggnader, som till exempel Nya Gračanicaklostret som liknar Gracanicaklostret i Kosovo.
I USA och Kanada bor det ungefär 70 000 serbisk-ortodoxa kristna.

### Andra länder
Förutom de ovanämnda finns SOK i Tyskland, Frankrike, Ungern, Italien, Schweiz, Australien, Sydafrika, Argentina och Nya Zeeland.

## Patriark

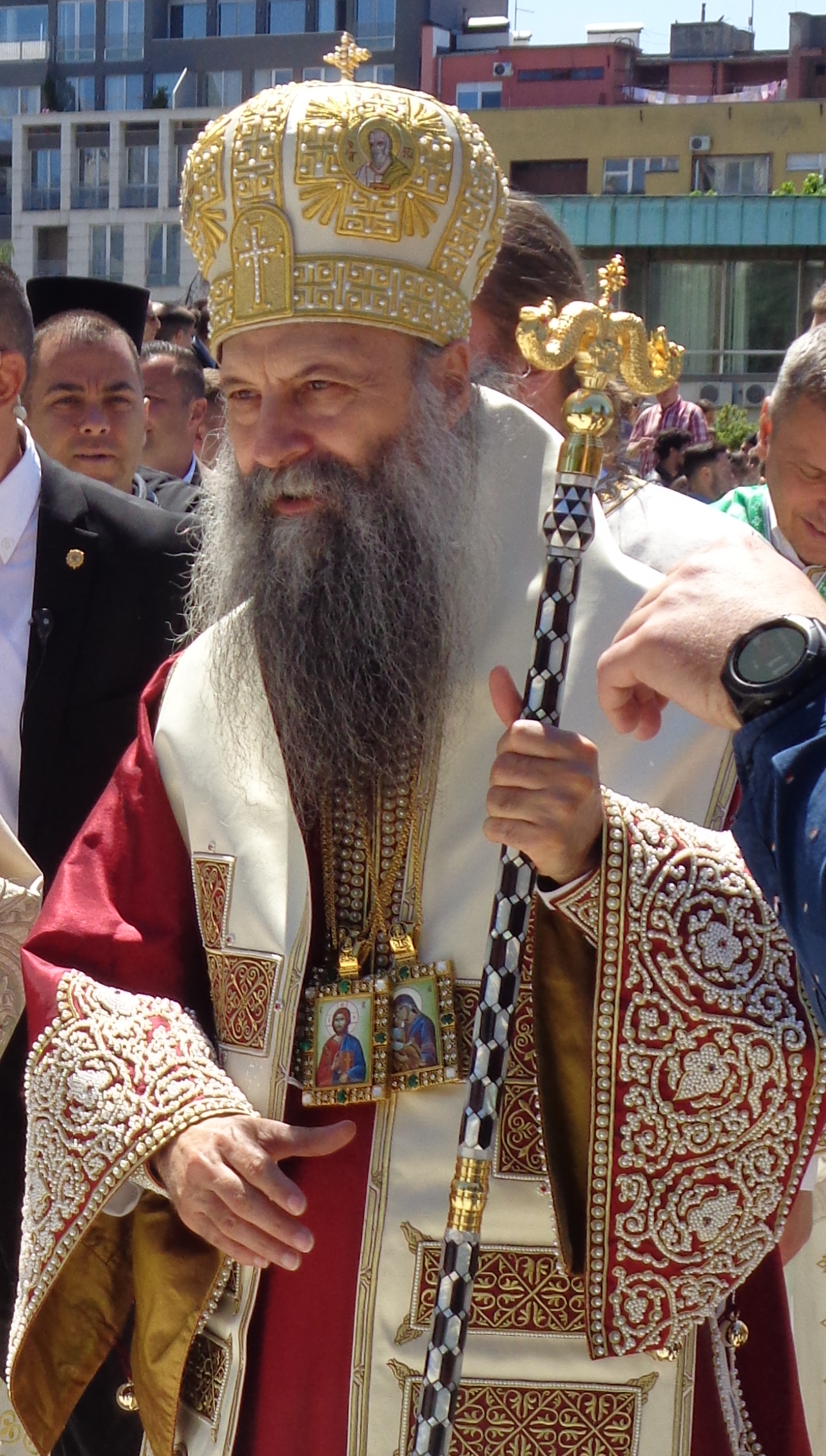
SOK:s patriark, Porfirije.

Kyrkan leds av en patriark vars fullständiga officiella titel är "Ärkebiskop av Peć, metropolit av Belgrad-Karlovci och patriark av Serbien" (serbiska: Архиепископ пећки, Митрополит београдско-Карловачки и Патријарх српски/Arhiepiskop pećki, Mitropolit beogradsko-Karlovački i Patrijarh srpski; kyrkslaviska: А҆рхїепї́скопъ Печскїй, Митрополї́тъ Белградско-Карловацкїй и҆ патрїа́рхъ Се́рбскїй).
Serbisk-ortodoxa kyrkans nuvarande (augusti 2025) patriark är Porfirije. Porfirije valdes till patriark den 18 februari 2021, då han ersatte Irinej som dog i Covid-19 i november 2020. Därmed är han Serbisk-ortodoxa kyrkans 46:e patriark och var tidigare metropolit av Zagreb och Ljubljana.

## Språk
Serbisk-ortodoxa kyrkan, som tillsammans med andra slaviska ortodoxa kyrkor, använder det traditionella språket kyrkslaviska (Церковнославѧнскїй ѧ҆зы́къ; translitteration: Tserkovnoslavjanskij jazik) under sina liturgier och gudstjänster, som har sitt ursprung från fornkyrkoslaviskan och som skapades av missionärerna Sankt Kyrillos och Sankt Methodios under 800-talet. Språket har använts av kyrkan sedan dess grundande. Föturom kyrkslaviskan används också serbiskan.
Även att kyrkslaviska inte är identiskt med den moderna serbiskan, är de båda språken besläktade och har i hög grad påverkat det serbiska språkets utveckling.
När det gäller serbisk-ortodoxa kyrkor som är belägna utanför Serbien kan det lokala folkspråket också användas. Det finns ofta skolor som lär ut serbiska.

## Kalender
Serbisk-ortodoxa kyrkan följer den traditionella julianska kalendern, tillsammans med bland annat den Rysk-ortodoxa, Georgisk-ortodoxa och Grekisk-ortodoxa kyrkan av Jerusalem. Detta innebär exempelvis att julen firas den 7 januari istället för den 25 december.

## Internationella relationer
Följande organisationer är Serbisk-ortodoxa kyrkan medlem i:
- Sveriges kristna råd
- Kyrkornas världsråd sedan 1965
- Serbien och Montenegros ekumeniska råd
- Europeiska kyrkokonferensen

## Helgon
Exempel på helgon inom SOK är:
- Basileios av Ostrog[21]
- Nikolaj Velimirović
- Sankt Sava
- Stefan Štiljanović
- Stefan Uroš III Dečanski
- Stefan Uroš V

## Serbisk-ortodoxa kyrkor och kloster
Serbisk-ortodoxa kyrkan har ett stort antal kyrkor och kloster. Några exempel är:

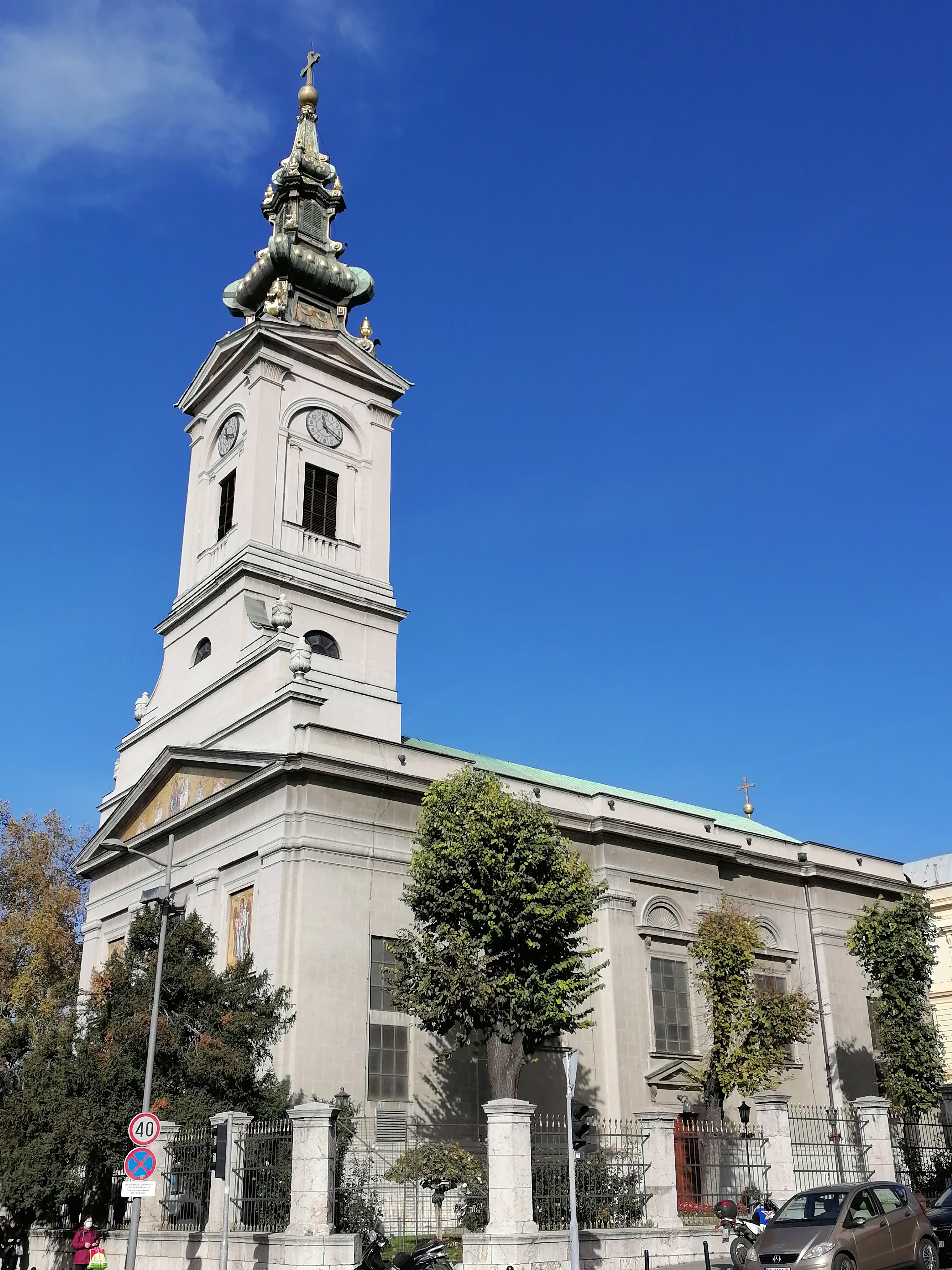
Ärkeängeln Mikaels katedral i Belgrad.
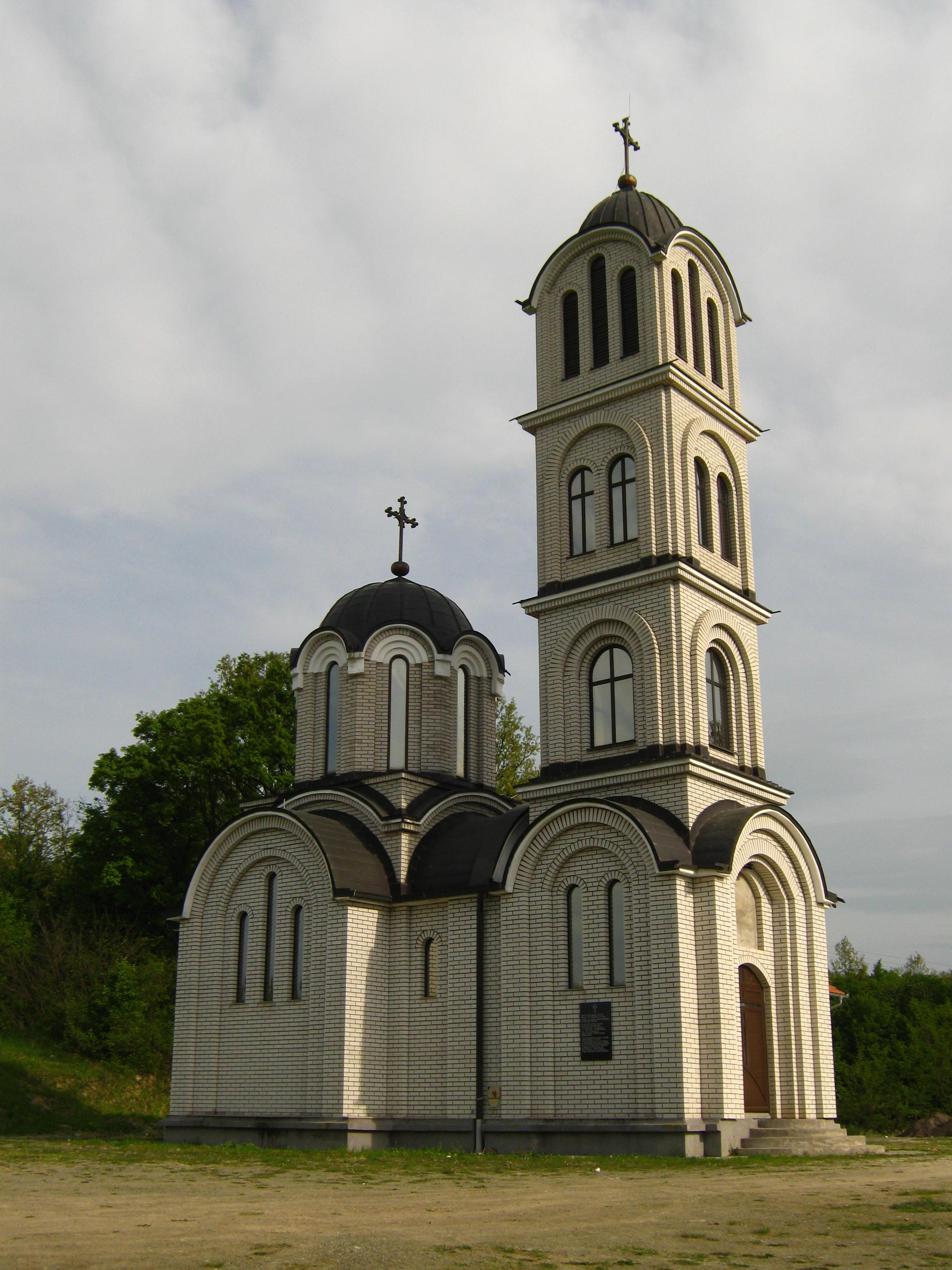
Helige kejsar Konstantins och kejsarinna Helenas kyrka i Vitkovci.
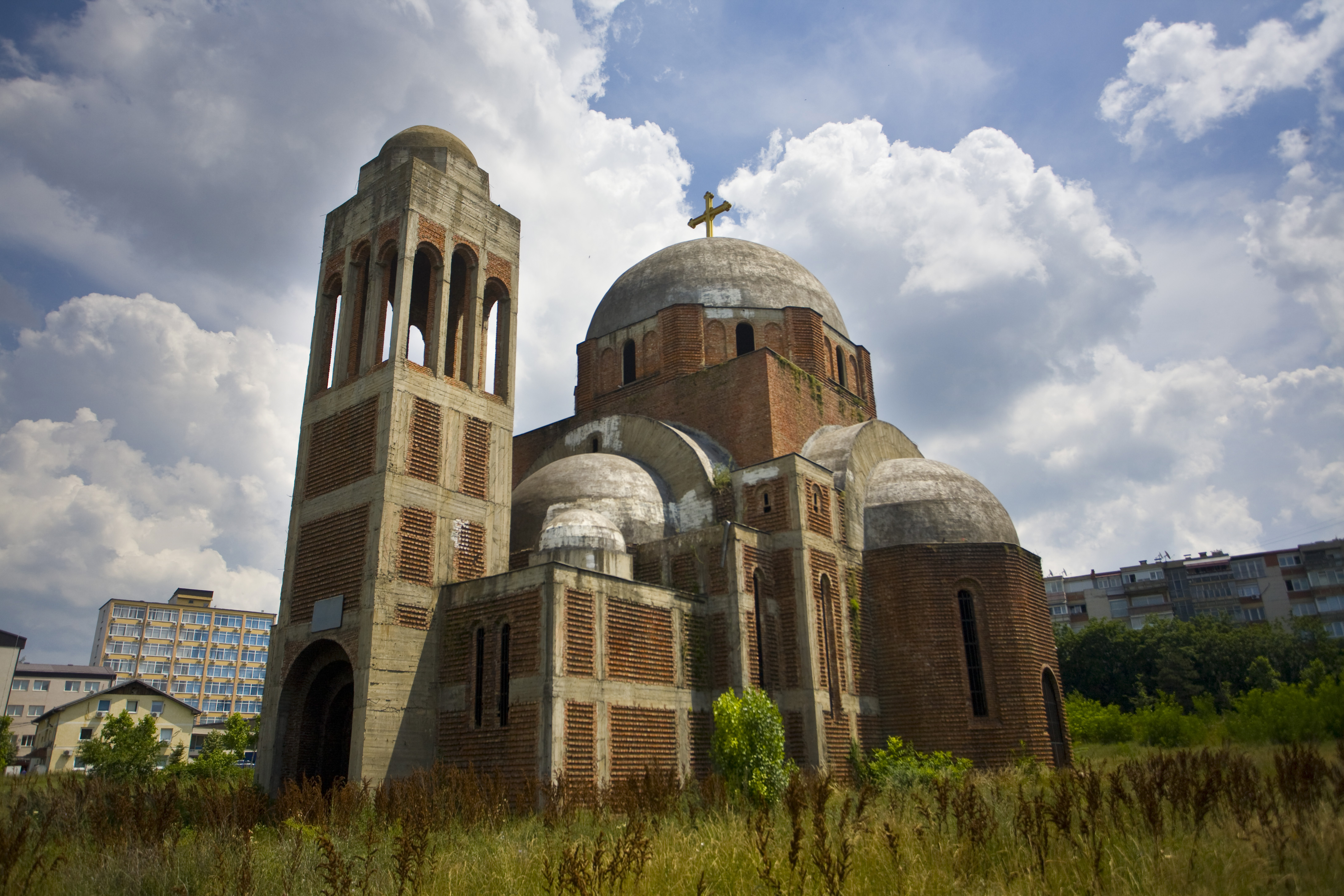
Kristus Frälsarens katedral i Pristina.
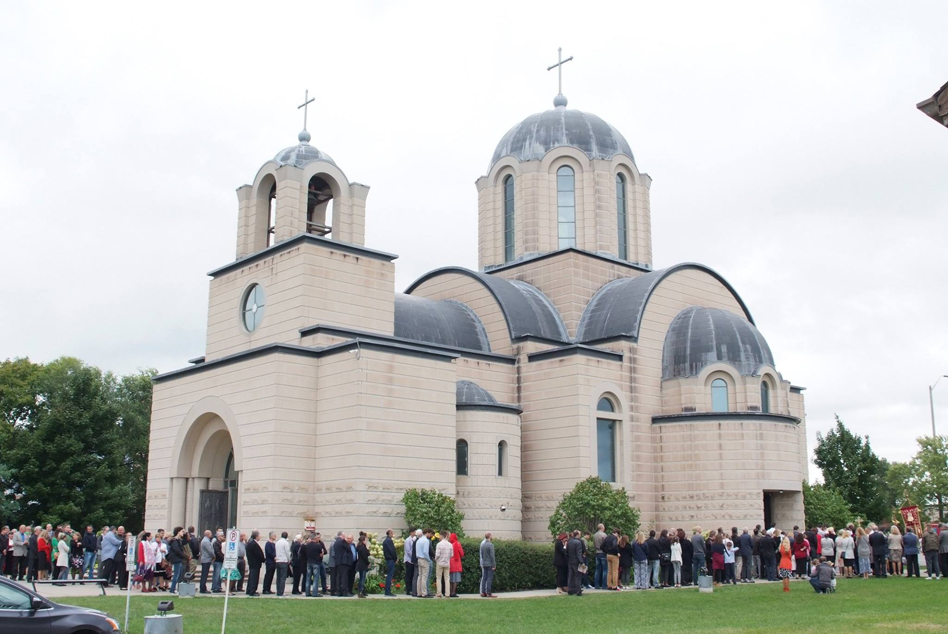
Alla serbiska helgons serbisk-ortodoxa kyrka i Mississauga.
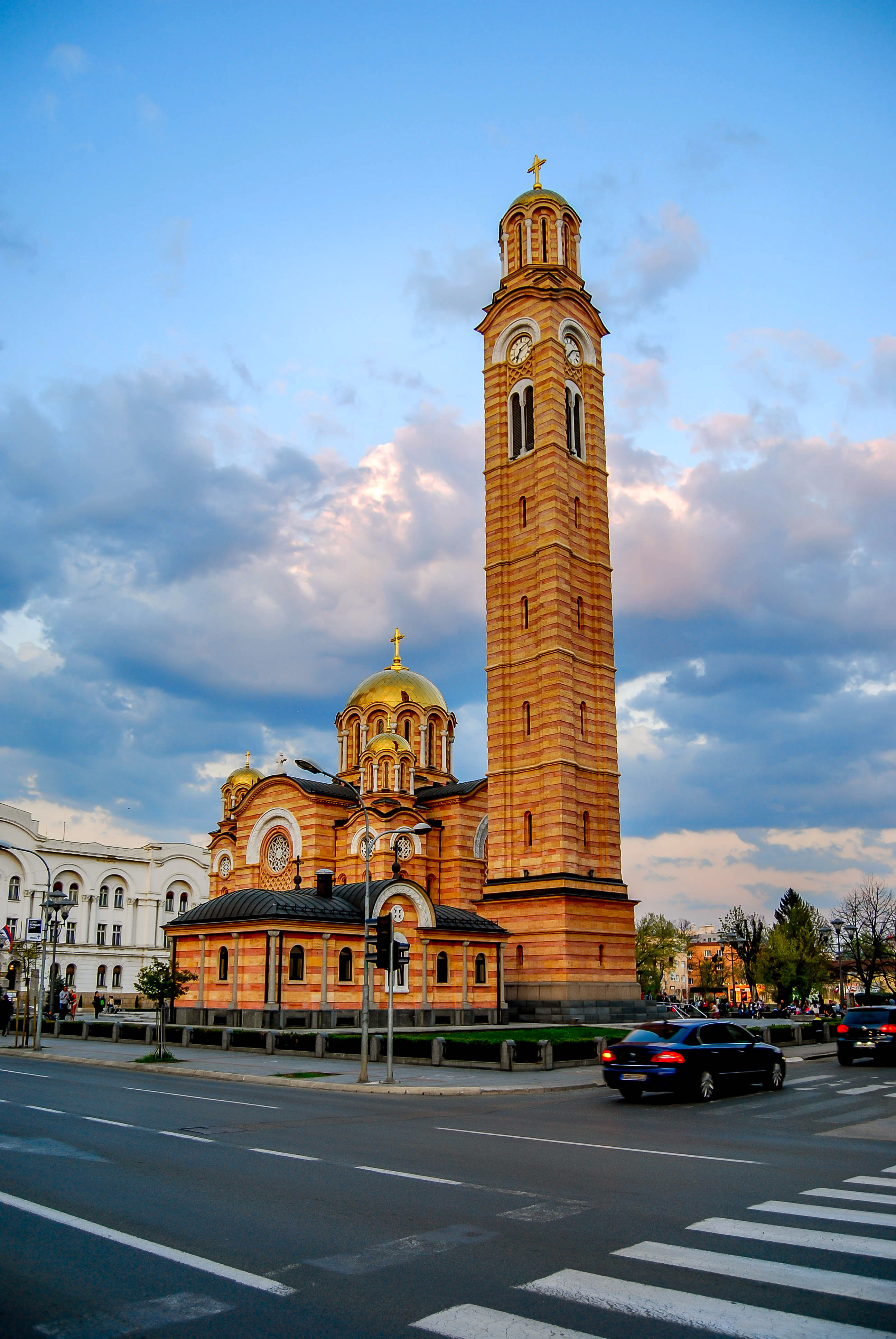
Kristus Frälsarens katedral i Banja Luka.
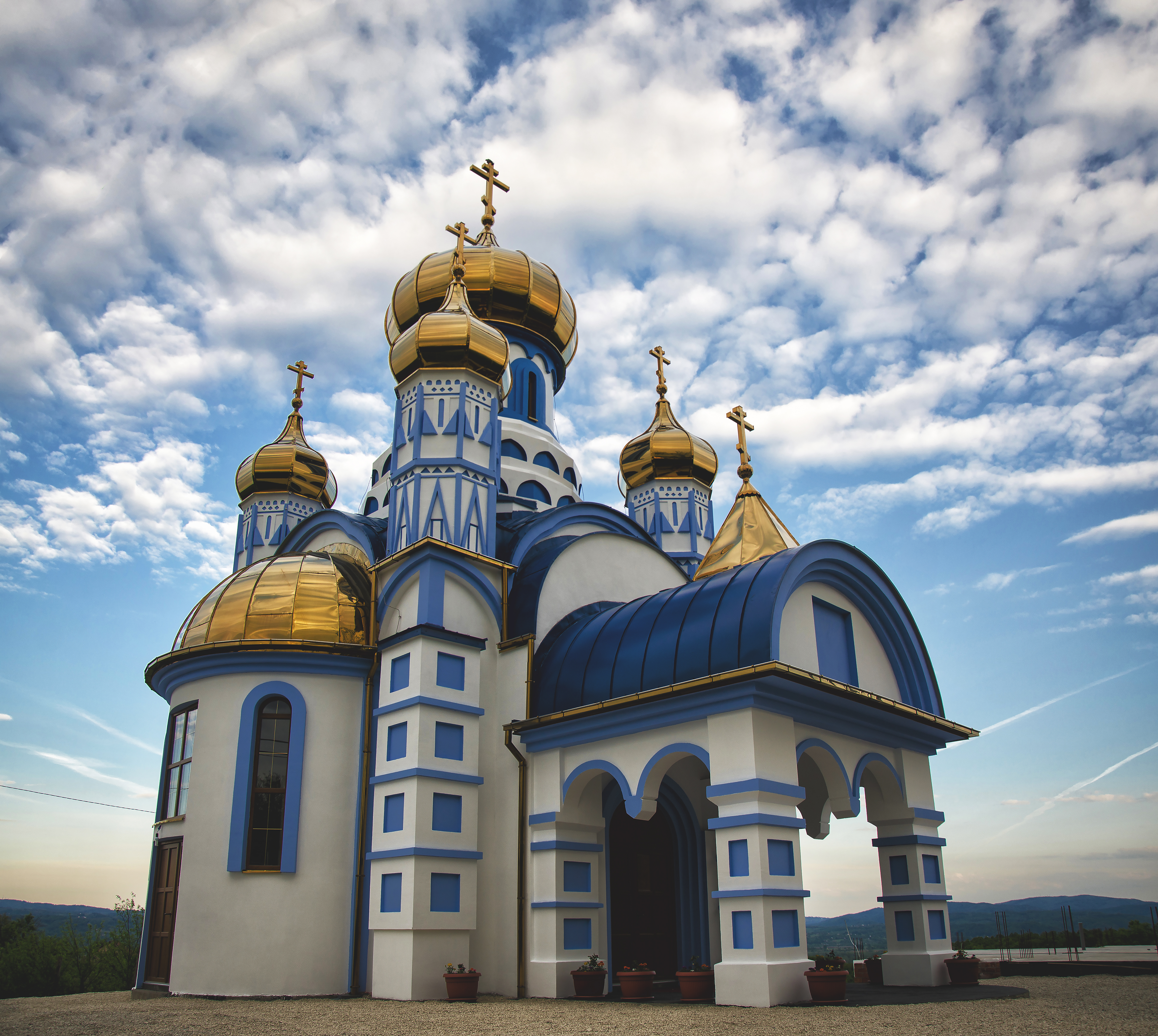
Ritešićklostret i Ritešić.
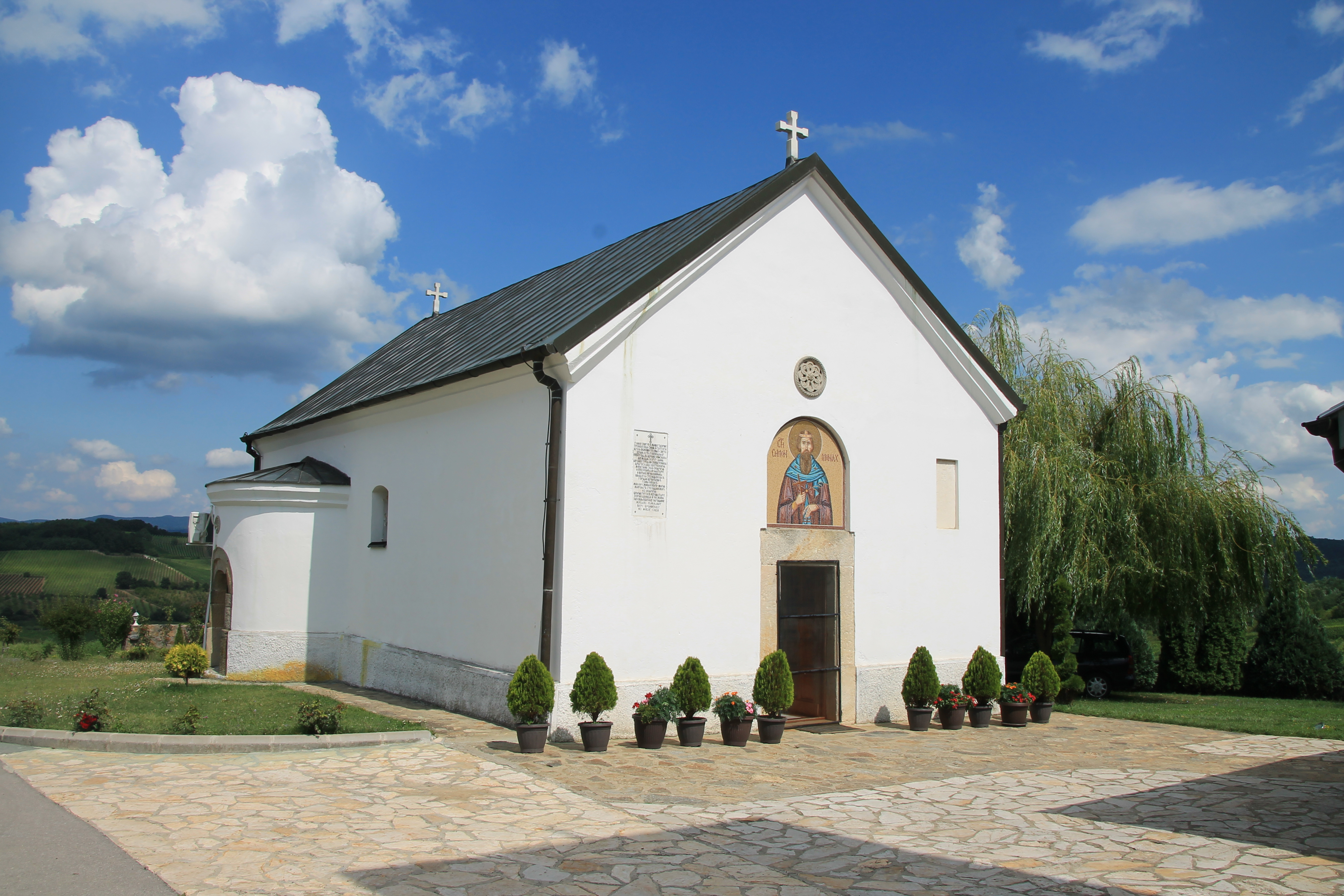
Preradovacklostret i Šumadija.
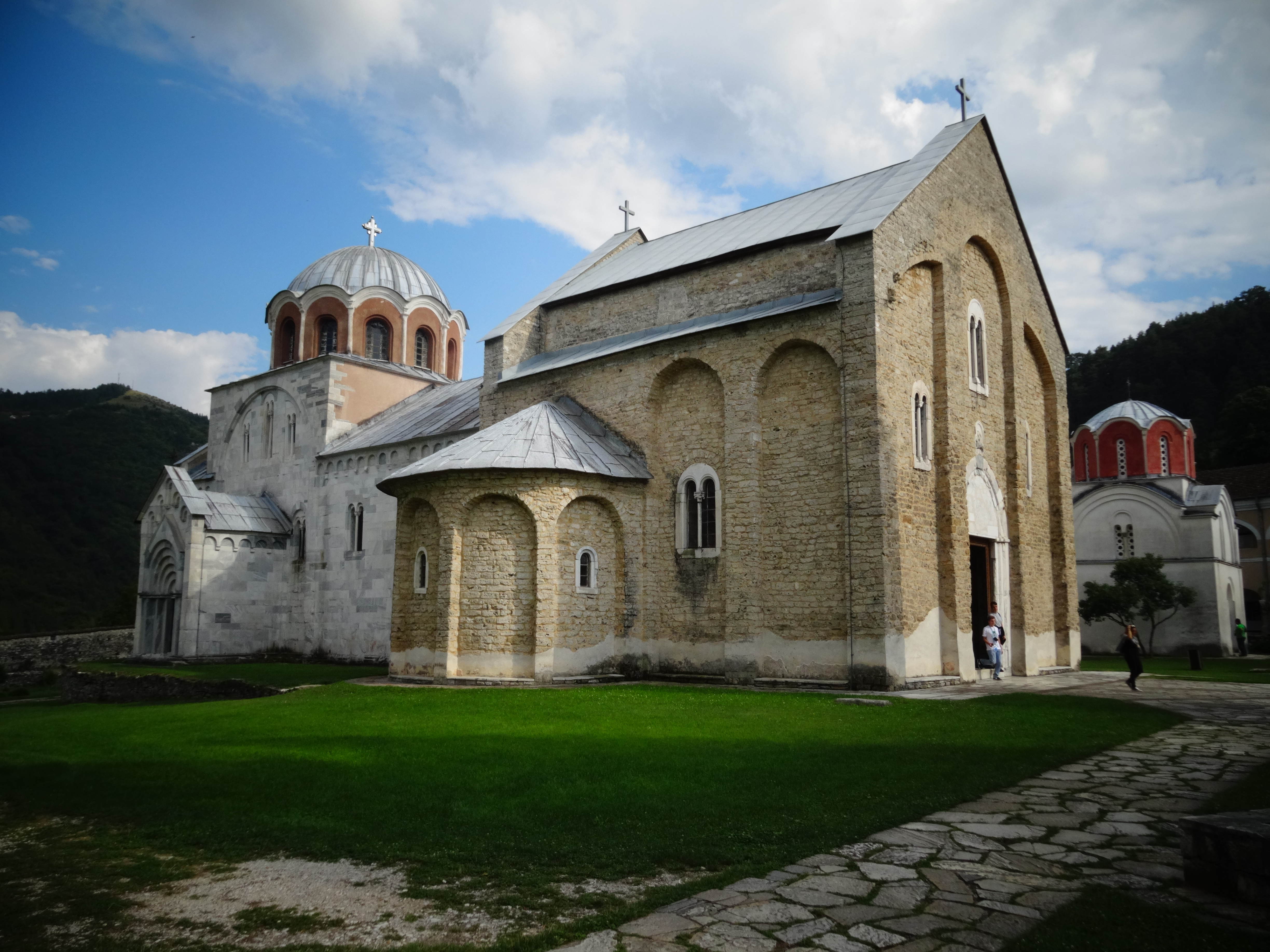
Studenicaklostret i Kraljevo.
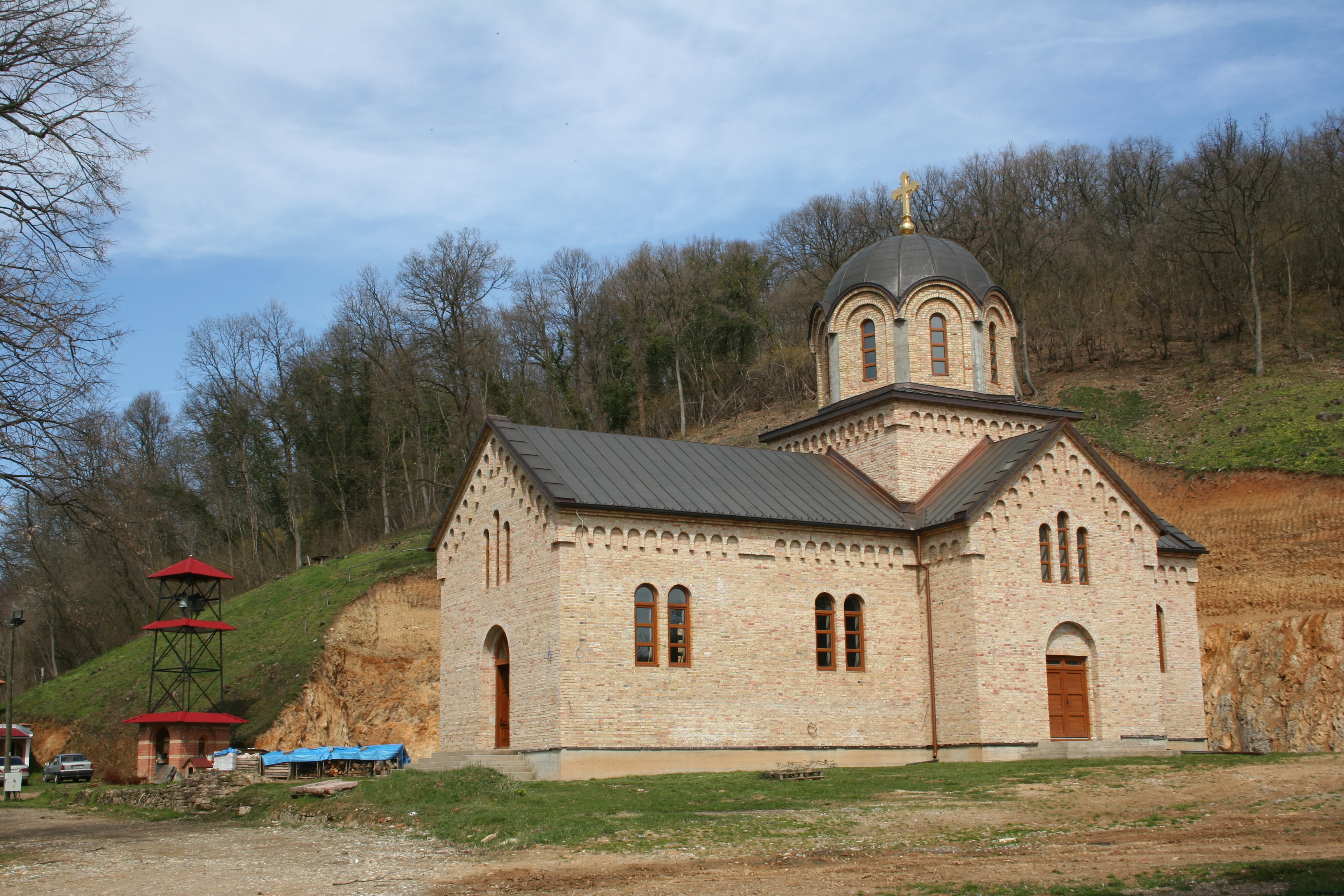
Bešenovoklostret på Fruška Gora.

### Allmäna källor
- List of Serbian Saints - Serbian Saints (liquisearch.com)
- Serbisk-ortodoxa kyrkan - Sveriges kristna råd
- Skrift om den serbisk-ortodoxa kyrkan (SOK) - Myndigheten för stöd till trossamfund (myndighetensst.se)
- Serbian Orthodox Church | World Council of Churches (oikoumene.org)
- Serbian Orthodox Church | Eastern Christianity, Monasticism, Iconography | Britannica
- Oslobođenje - SPC dobila novog patrijarha: Ko je Porfirije Perić (oslobodjenje.ba)
- Porfirije (patrijarh srpski) Biografija - Biografija.org
- Home | Serbian Orthodox Church in North, Central, & South America (serborth.org)